# 马绍 (阿登省)
马绍（法語：Machault，法語發音：[maʃo] ⓘ）是法国大東部大區阿登省的一个市镇，属于武济耶区。

## 地理
马绍（49°21'17"N, 4°29'58"E）面积16.58 平方千米，位于法国大東部大區阿登省，该省份为法国北部内陆省份，西接埃纳省，南至马恩省，东临默兹省，北与比利时接壤。
与马绍接壤的市镇（或旧市镇、城区）包括：科鲁瓦、德里库尔、莱凡库尔、蒙圣雷米。

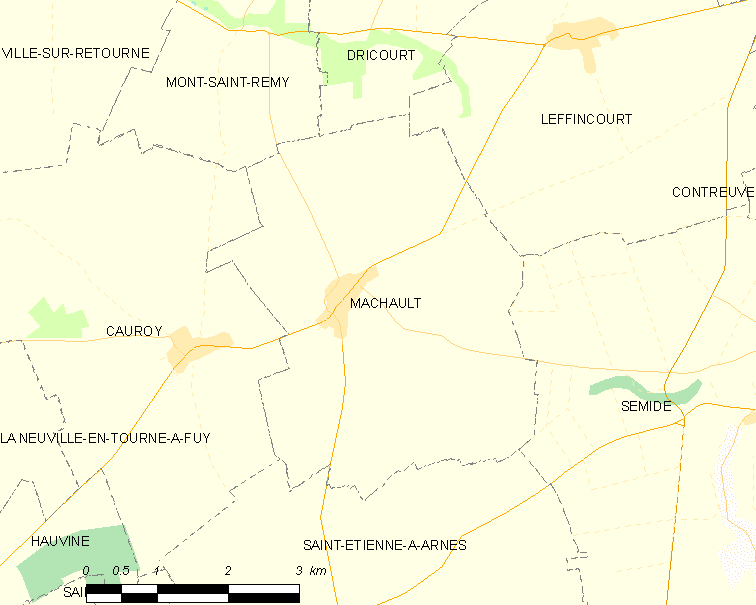
的OSM定位图

马绍的时区为UTC+01:00、UTC+02:00（夏令时）。

## 行政
马绍的邮政编码为08310，INSEE市镇编码为08264。

## 政治
马绍所属的省级选区为阿蒂尼县。

## 人口

1962-2008年间人口变化图示

马绍于2022年1月1日时的人口数量为492人。